# Liste des puits situés à Saint-Genest-Lerpt
Cet article liste les puits de mines et les fendues du bassin houiller de la Loire situés sur le territoire de Saint-Genest-Lerpt.

## Liste des puits
| Nom du puits ou de la fendue | No  | Compagnie                            | Commune            | Géolocalisation             |
| ---------------------------- | --- | ------------------------------------ | ------------------ | --------------------------- |
| Puits des Baraudes           |     |                                      | Saint-Genest-Lerpt | 45° 26′ 07″ N, 4° 21′ 27″ E |
| Fendue des Baraudes no 1     |     |                                      | Saint-Genest-Lerpt | 45° 26′ 10″ N, 4° 21′ 20″ E |
| Fendue des Baraudes no 2     |     |                                      | Saint-Genest-Lerpt | 45° 26′ 10″ N, 4° 21′ 21″ E |
| Fendue des Baraudes no 3     |     |                                      | Saint-Genest-Lerpt | 45° 26′ 10″ N, 4° 21′ 21″ E |
| Fendue des Baraudes no 4     |     |                                      | Saint-Genest-Lerpt | 45° 26′ 10″ N, 4° 21′ 21″ E |
| Fendue des Baraudes no 5     |     |                                      | Saint-Genest-Lerpt | 45° 26′ 10″ N, 4° 21′ 21″ E |
| Fendue des Baraudes no 6     |     |                                      | Saint-Genest-Lerpt | 45° 26′ 09″ N, 4° 21′ 18″ E |
| Galerie des Baraudes         |     |                                      | Saint-Genest-Lerpt | 45° 26′ 14″ N, 4° 21′ 16″ E |
| Puits de la Barraque         |     |                                      | Saint-Genest-Lerpt | 45° 26′ 12″ N, 4° 21′ 32″ E |
| Fendue Bas Cluzel no 1       |     |                                      | Saint-Genest-Lerpt | 45° 26′ 40″ N, 4° 20′ 57″ E |
| Fendue Bas Cluzel no 2       |     |                                      | Saint-Genest-Lerpt | 45° 26′ 42″ N, 4° 20′ 58″ E |
| Fendue Bas Cluzel no 3       |     |                                      | Saint-Genest-Lerpt | 45° 26′ 46″ N, 4° 20′ 56″ E |
| Fendue du Bois               |     |                                      | Saint-Genest-Lerpt | 45° 26′ 01″ N, 4° 21′ 19″ E |
| Fendue Cluzel no 1           |     |                                      | Saint-Genest-Lerpt | 45° 26′ 45″ N, 4° 20′ 56″ E |
| Fendue Cluzel no 2           |     |                                      | Saint-Genest-Lerpt | 45° 26′ 46″ N, 4° 20′ 55″ E |
| Fendue Cluzel no 3           |     |                                      | Saint-Genest-Lerpt | 45° 26′ 46″ N, 4° 20′ 55″ E |
| Fendue Cluzel no 4           |     |                                      | Saint-Genest-Lerpt | 45° 26′ 47″ N, 4° 20′ 54″ E |
| Fendue Cluzel no 5           |     |                                      | Saint-Genest-Lerpt | 45° 26′ 48″ N, 4° 20′ 53″ E |
| Fendue Cluzel no 6           |     |                                      | Saint-Genest-Lerpt | 45° 26′ 48″ N, 4° 20′ 52″ E |
| Fendue Cluzel no 7           |     |                                      | Saint-Genest-Lerpt | 45° 26′ 49″ N, 4° 20′ 52″ E |
| Fendue Cluzel no 8           |     |                                      | Saint-Genest-Lerpt | 45° 26′ 49″ N, 4° 20′ 51″ E |
| Fendue Cluzel no 9           |     |                                      | Saint-Genest-Lerpt | 45° 26′ 49″ N, 4° 20′ 51″ E |
| Fendue Côte Chaude no 1      |     |                                      | Saint-Genest-Lerpt | 45° 26′ 44″ N, 4° 21′ 16″ E |
| Fendue Côte Chaude no 2      |     |                                      | Saint-Genest-Lerpt | 45° 26′ 43″ N, 4° 21′ 17″ E |
| Fendue Côte Chaude no 3      |     |                                      | Saint-Genest-Lerpt | 45° 26′ 43″ N, 4° 21′ 18″ E |
| Puits Crêt                   | 275 | Mines de Roche-la-Molière et Firminy | Saint-Genest-Lerpt |                             |
| Puits D'Aérage               |     |                                      | Saint-Genest-Lerpt | 45° 26′ 14″ N, 4° 21′ 38″ E |
| Puits Dumarest               |     |                                      | Saint-Genest-Lerpt | 45° 26′ 02″ N, 4° 21′ 14″ E |
| Puits Grand Gidrol           |     |                                      | Saint-Genest-Lerpt | 45° 26′ 36″ N, 4° 21′ 28″ E |
| Puits Guérin                 |     |                                      | Saint-Genest-Lerpt | 45° 26′ 01″ N, 4° 21′ 29″ E |
| Fendue Guérin                |     |                                      | Saint-Genest-Lerpt | 45° 26′ 01″ N, 4° 21′ 27″ E |
| Fendue Haut Cluzel no 1      |     |                                      | Saint-Genest-Lerpt | 45° 26′ 20″ N, 4° 21′ 28″ E |
| Fendue Haut Cluzel no 2      |     |                                      | Saint-Genest-Lerpt | 45° 26′ 20″ N, 4° 21′ 28″ E |
| Fendue Haut Cluzel no 3      |     |                                      | Saint-Genest-Lerpt | 45° 26′ 22″ N, 4° 21′ 27″ E |
| Puits Haute Ville no 3       |     |                                      | Saint-Genest-Lerpt | 45° 25′ 55″ N, 4° 22′ 14″ E |
| Puits Jumeaux no 1           |     |                                      | Saint-Genest-Lerpt | 45° 26′ 47″ N, 4° 20′ 50″ E |
| Puits Jumeaux no 2           |     |                                      | Saint-Genest-Lerpt | 45° 26′ 46″ N, 4° 20′ 51″ E |
| Fendue Micheli               |     |                                      | Saint-Genest-Lerpt | 45° 26′ 18″ N, 4° 21′ 07″ E |
| Fendue Montchaud             | 300 | Mines de la Loire                    | Saint-Genest-Lerpt |                             |
| Puits Montsalson no 1        |     |                                      | Saint-Genest-Lerpt | 45° 26′ 05″ N, 4° 21′ 49″ E |
| Puits Montsalson no 2        |     |                                      | Saint-Genest-Lerpt | 45° 25′ 54″ N, 4° 21′ 50″ E |
| Puits Montsalson no 3        |     |                                      | Saint-Genest-Lerpt | 45° 26′ 11″ N, 4° 21′ 39″ E |
| Fendue Montsalson no 1       |     |                                      | Saint-Genest-Lerpt | 45° 26′ 05″ N, 4° 21′ 51″ E |
| Fendue Montsalson no 2       |     |                                      | Saint-Genest-Lerpt | 45° 26′ 07″ N, 4° 21′ 49″ E |
| Fendue Montsalson no 3       |     |                                      | Saint-Genest-Lerpt | Non géolocalisé             |
| Fendue Montsalson no 4       |     |                                      | Saint-Genest-Lerpt | 45° 26′ 01″ N, 4° 21′ 34″ E |
| Fendue Montsalson no 5       |     |                                      | Saint-Genest-Lerpt | 45° 26′ 01″ N, 4° 21′ 35″ E |
| Puits des Noyers             |     |                                      | Saint-Genest-Lerpt | 45° 26′ 24″ N, 4° 21′ 05″ E |
| Fendue des Noyers            |     |                                      | Saint-Genest-Lerpt | 45° 26′ 25″ N, 4° 21′ 01″ E |
| Fendue Noyer (deuxième)      |     |                                      | Saint-Genest-Lerpt | 45° 26′ 17″ N, 4° 21′ 20″ E |
| Fendue Noyer (troisième)     |     |                                      | Saint-Genest-Lerpt | 45° 26′ 24″ N, 4° 21′ 14″ E |
| Puits Paris                  |     |                                      | Saint-Genest-Lerpt | 45° 26′ 14″ N, 4° 21′ 08″ E |
| Fendue Pélissier             |     |                                      | Saint-Genest-Lerpt | 45° 26′ 26″ N, 4° 21′ 38″ E |
| Puits Petit Gidrol           |     |                                      | Saint-Genest-Lerpt | 45° 26′ 36″ N, 4° 21′ 26″ E |
| Puits des Platières          |     |                                      | Saint-Genest-Lerpt | 45° 25′ 53″ N, 4° 21′ 05″ E |
| Fendue des Platières         |     |                                      | Saint-Genest-Lerpt | 45° 25′ 57″ N, 4° 21′ 00″ E |
| Puits Rambaud                |     |                                      | Saint-Genest-Lerpt | 45° 26′ 38″ N, 4° 21′ 33″ E |
| Fendue Rambaud no 1          | 190 | Mines de la Loire                    | Saint-Genest-Lerpt | 45° 26′ 35″ N, 4° 21′ 35″ E |
| Fendue Rambaud no 2          |     | Mines de la Loire                    | Saint-Genest-Lerpt | 45° 26′ 36″ N, 4° 21′ 33″ E |
| Puits de Recherche no 1      |     |                                      | Saint-Genest-Lerpt | 45° 25′ 58″ N, 4° 21′ 35″ E |
| Fendue Rives du Cluzel no 1  |     |                                      | Saint-Genest-Lerpt | 45° 26′ 20″ N, 4° 21′ 04″ E |
| Fendue Rousset               |     |                                      | Saint-Genest-Lerpt | 45° 26′ 38″ N, 4° 21′ 20″ E |
| Puits Saint Félix            |     |                                      | Saint-Genest-Lerpt | 45° 25′ 50″ N, 4° 21′ 21″ E |
| Puits Saint Jean             | 196 | Mines de la Loire                    | Saint-Genest-Lerpt | 45° 26′ 32″ N, 4° 21′ 11″ E |
| Puits Sainte Barbe           |     |                                      | Saint-Genest-Lerpt | 45° 26′ 50″ N, 4° 20′ 50″ E |